# Apologétique
L'apologétique est un champ d'études théologique ou littéraire consistant à défendre de façon cohérente une position. Un auteur s'engageant dans cette démarche est appelé « apologiste » ou « apologète » (ce dernier terme ayant une connotation plus religieuse).
Le terme vient du grec ancien apologia (ἀπολογία), qui signifie « justification, défense (contre une attaque) ».
Parmi les premières utilisations du mot, on peut citer l’Apologie de Socrate, un dialogue dans lequel Platon prend fait et cause pour Socrate lors de son procès. C'est aussi le titre de diverses œuvres d'auteurs chrétiens grecs et latins de l'époque impériale, comme les deux Apologies de Justin le Martyr, adressées probablement à l'empereur Antonin le Pieux, celle d'Athénagoras d'Athènes, et l'Apologeticum de Tertullien, un des principaux apologètes du christianisme primitif.

## Dans le christianisme
Dans un sens plus technique, le mot apologétique est utilisé pour désigner la "science" des preuves de la divinité dans le christianisme. Il y a divers types d’apologétique chrétienne pour démontrer les fondements rationnels de la foi chrétienne, comme l’apologétique biblique, historique, philosophique, prophétique, doctrinale, morale et scientifique. Le théologien et apologète William Lane Craig la définit comme « une branche de la théologie chrétienne qui cherche à fournir une justification rationnelle aux prétentions de véracité de la foi chrétienne ».
Lorsque John Henry Newman choisit d'intituler son autobiographie spiritualiste Apologia pro vita sua, en 1864, il jouait ainsi sur les deux connotations du mot